# Repolarização
Em neurociência, repolarização é a alteração no potencial elétrico de membrana que o faz regressar a um valor negativo, imediatamente após a fase de despolarização de um potencial de ação ter alterado esse potencial de membrana para um valor positivo. A fase de repolarização geralmente faz com que o potencial de membrana regresse ao potencial de repouso.